# Willkommia
Willkommia is een geslacht uit de grassenfamilie (Poaceae). De soorten van dit geslacht komen voor in Afrika en de Verenigde Staten.

## Soorten
Van het geslacht zijn de volgende soorten bekend: 
- Willkommia annua
- Willkommia minuta
- Willkommia newtonii
- Willkommia sarmentosa
- Willkommia texana